# Сикияз-Тамак

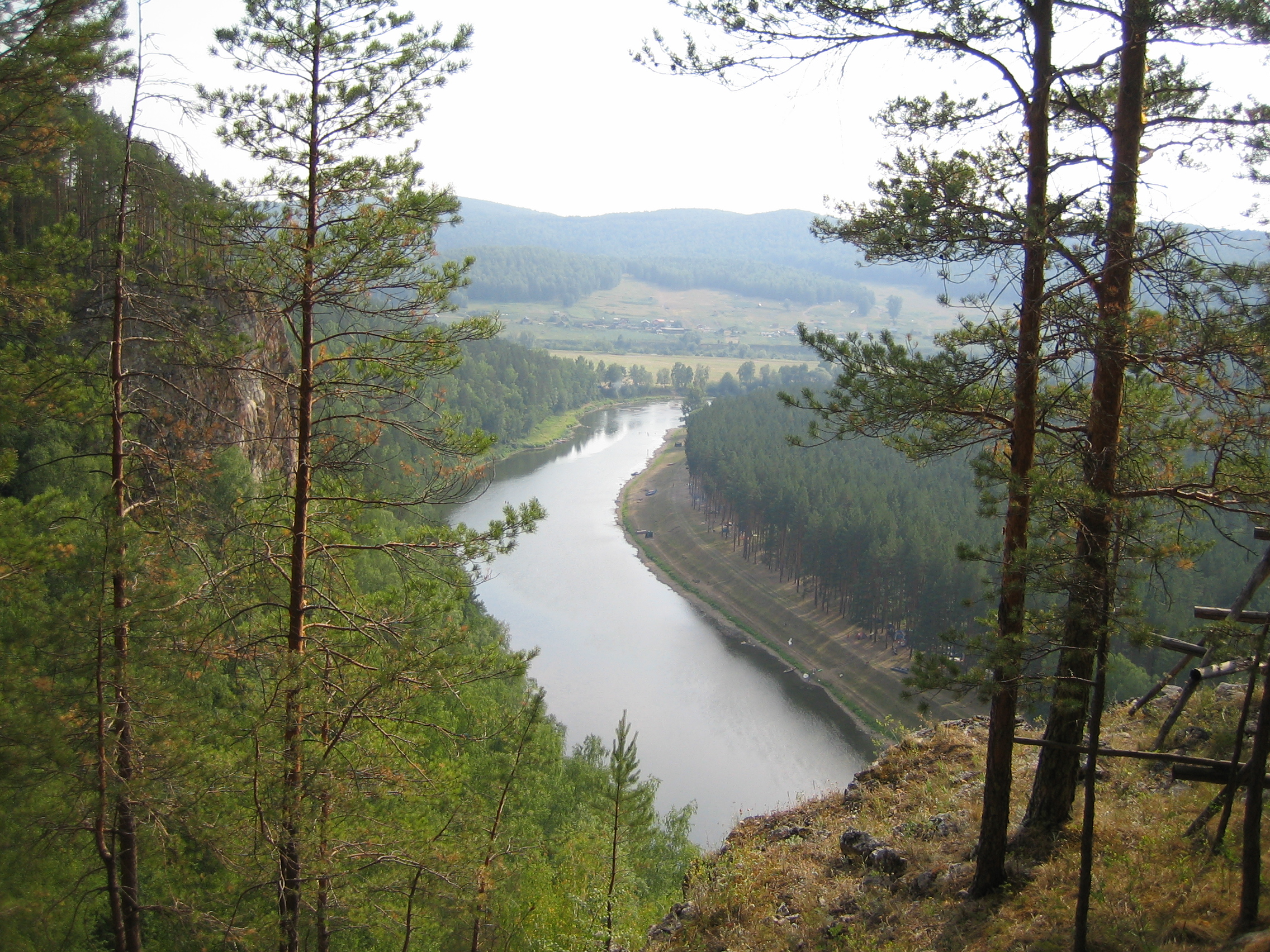
Вид со скал Сикияз-Тамака

Сикияз-Тамак — пещерный комплекс, находится в Саткинском районе Челябинской области на границе с Башкирией, в долине реки Ай, на правом берегу, недалеко от деревни Сикияз-Тамак. Сикияз-Тамакский пещерный комплекс расположен в 36 километрах от г. Сатка; ближайший населенный пункт — деревня Алексеевка (Челябинская область).
Был открыт в августе 1995 г. группой челябинских спелеологов-археологов (С. М. Баранов, В. И. Юрин).

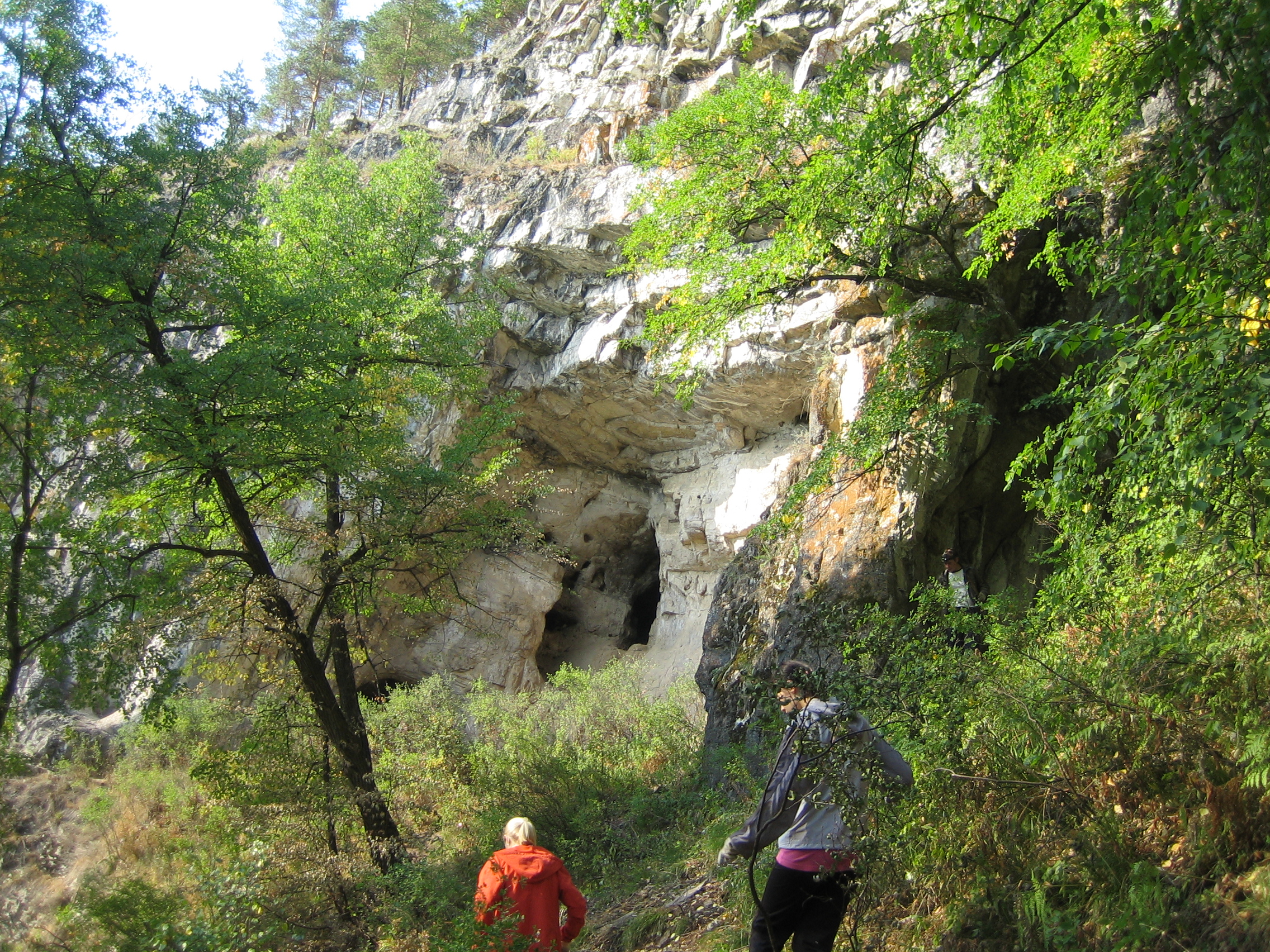
Пещера в Сикияз-Тамаке

В Сикияз-Тамаке обнаружены археологические материалы всех исторических эпох: палеолита, мезолита, неолита, энеолита, бронзового и железного века, впервые встретились хорошо сохранившиеся изделия из дерева, здесь найдены захоронения пещерного человека. В пещерах найдены бронзовые и серебряные изделия.
Пещеры Сикияз-Тамакского комплекса, вероятно, служили не только жилищем древних людей, но и местом совершения культовых обрядов, местом захоронения умерших сородичей. Не исключено, что здесь был ремесленный центр гончарного производства и металлообработки. Вполне вероятно, что там был и базовый охотничий лагерь.

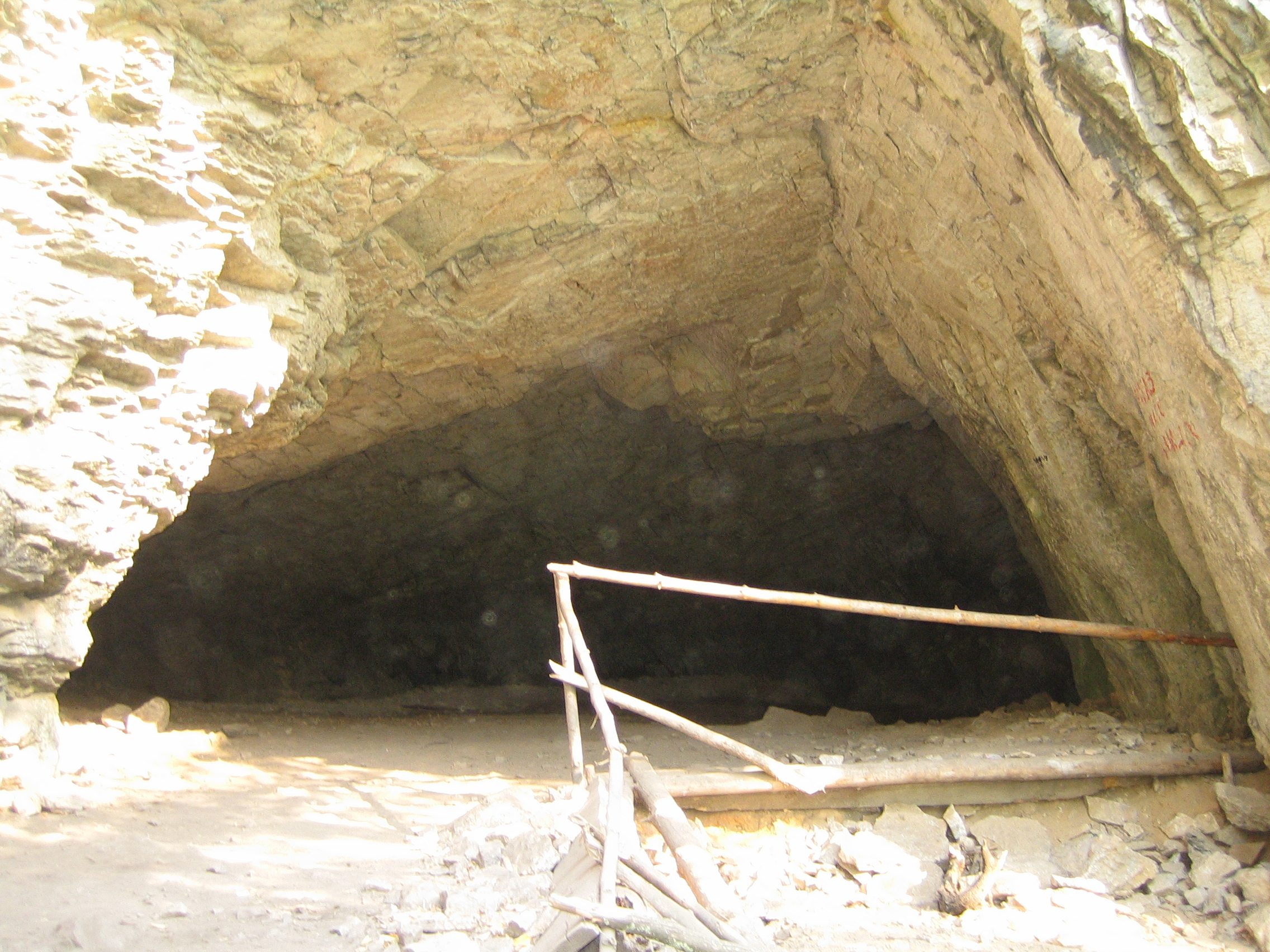
Пещера в Сикияз-Тамаке

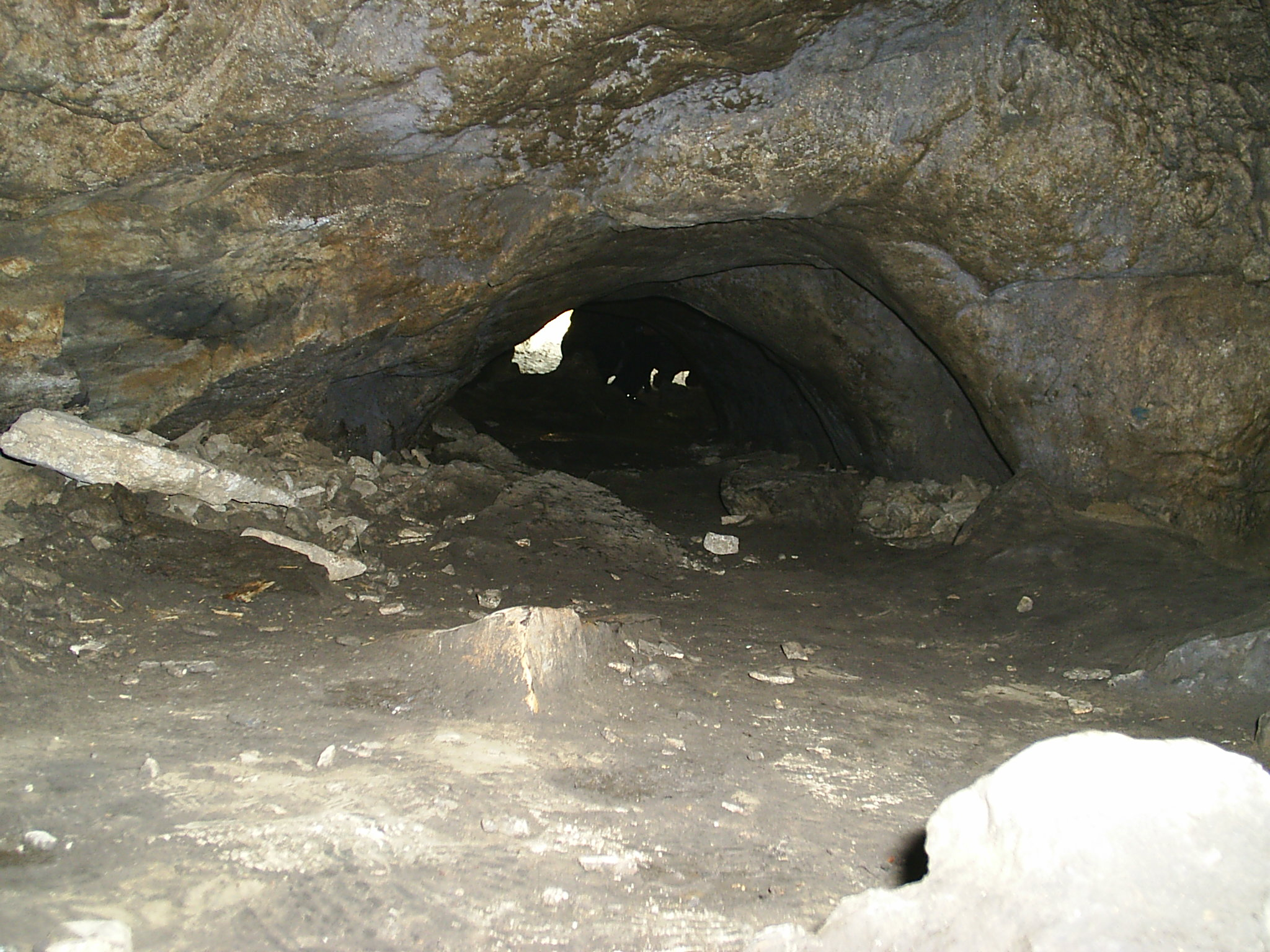
Пещера в Сикияз-Тамаке

Помимо исторической значимости, территория является своеобразным природным резерватом, где редкие виды животных и птиц имеют высокую численность и ведут образ жизни, соответствующий их экологическим потребностям.
Исследования пещер показали, что Сикияз-Тамак — это редкое явление, которому нет аналогов в мировой практике. Здесь природа создала естественный музей, в котором тесно переплелись ландшафт, растительный и животный мир, следы пребывания древних людей.
Все скалы Сикиязтамак состоят из известняка,  а такой камень вода … на протяжении ста тысяч лет будет постепенно подтачивать. Каждая скала и несколько соседних скал образуют отдельный пещерный комплекс. Всего шесть: Сикиязтамак, два Улуер (на скалах притока реки Ай — Улуер, башк.Олөйөр), Черемуховый (башк. Муйылды), Еланинский и Математический. Отдельно от этих комплексов расположена Лаклинская пещера (Башкортостан), имеющая центральный зал высотой в 15 метров.

## История местности
На этой территории стояли деревни Куваканского разветвления большого башкирского племени Табын: рода Тюбеляс, давшего название одноименной волости. Владения простирались с современной станции Сулея на запад до реки Юрюзань. На юго-востоке жили представители рода Саткы-Кувакан, на северо-востоке находились жители Айлинского племенного союза (сегодня деревни Айлино, Кулбаково), а с севера граничила с владениями Тырнаклинского и Каратавлинского родов. На северо-западе — населённые пункты рода Кудей (ныне — города Юрюзань (башк. Йүрүҙән), Катав-Ивановск (башк.Оло Ҡытау), Усть-Катав (башк. Ҡытаутамаҡ). Земли Тюбелясского рода привлекали своим богатством: для разведения скота было удобно, можно было заниматься охотой, рыболовством, бортничеством.
Русских промышленников особенно привлекала руда.
Твердышев и Мясников «законно купили» за 100 рублей такое богатство, только 10-15 процентов владений остались в руках вотчинников..
27 мая 1770 года П-С. Паллас проезжал недалеко от устья реки Улуер, притока реки Ай. Там находилась деревня Биктуган, которая была сожжена после подавления Крестьянской войны под предводительством Е. Пугачёва. Паллас записал, что «башкиры, проживающие в д. Биктуган на реке Улуер добывают селитру и делают порох. Но никто из них не показал эти места». Накопления селитры и серы башкиры добывали как раз в пещерах Сикиязтамак. Это же подтвердил учёный-минералог Диккат Буракаев в своём труде о том как башкиры создавали порох. Он пишет, что башкиры порох могли делать ещё во времена восстания 1736-1740 годов.

## Музей
В 1999 году Сикияз-Тамакский пещерный комплекс Законодательным собранием Челябинской области объявлен памятником истории и культуры. На его базе создан филиал Челябинского областного краеведческого музея.
Основные посетители — пешие туристы и сплавщики по реке Ай.
Посещение пещер не требует специальной подготовки и специального снаряжения.